# Малобурлуцька сільська рада
Малобурлу́цька сільська́ ра́да — адміністративно-територіальна одиниця та орган місцевого самоврядування в Великобурлуцькому районі Харківської області. Адміністративний центр — село Малий Бурлук.

## Загальні відомості
- Малобурлуцька сільська рада утворена в 1918 році.
- Територія ради: 43,61 км²
- Населення ради: 786 осіб (станом на 2001 рік)
- Територією ради протікає Сіверський Донець.

## Населені пункти
Сільській раді підпорядковані населені пункти:
- с. Малий Бурлук
- с. Шевченкове

## Склад ради
Рада складалася з 14 депутатів та голови.
- Голова ради: Рубіжанський Сергій Володимирович
- Секретар ради: Проходько Ольга Миколаївна

### Керівний склад попередніх скликань
| Прізвище, ім'я, по батькові       | Основні відомості                                                         | Дата обрання | Дата звільнення |
| --------------------------------- | ------------------------------------------------------------------------- | ------------ | --------------- |
| Рубіжанський Сергій Володимирович | Сільський голова, 1962 року народження, освіта вища                       | 26.03.2006   | 31.10.2010      |
| Рубіжанський Сергій Володимирович | Сільський голова, 1962 року народження, освіта вища, член Партії регіонів | 31.10.2010   |                 |

Примітка: таблиця складена за даними сайту Верховної Ради України

### Депутати
За результатами місцевих виборів 2010 року депутатами ради стали:

#### За суб'єктами висування
| Суб'єкт висування           | Кількість обраних депутатів | %    |
| --------------------------- | --------------------------- | ---- |
| Партія регіонів             | 13                          | 92,9 |
| Комуністична партія України | 1                           | 7,1  |

#### За округами
| № округу                    | Прізвище, ім'я, по батькові      | Дата визнання обраним | Освіта  | Партійна приналежність | Відомості про обраного депутата                             |
| --------------------------- | -------------------------------- | --------------------- | ------- | ---------------------- | ----------------------------------------------------------- |
| Комуністична партія України |                                  |                       |         |                        |                                                             |
| 11                          | Кисіль Сергій Васильович         | 01.11.2010            | середня | позапартійний          | тимчасово не працює                                         |
| Партія регіонів             |                                  |                       |         |                        |                                                             |
| 1                           | Марєєва Зоя Михайлівна           | 01.11.2010            | середня | член Партії регіонів   | тимчасово не працює                                         |
| 2                           | Хлистун Оксана Володимирівна     | 01.11.2010            | середня | член Партії регіонів   | Сільський клуб, завідувачка                                 |
| 3                           | Анохіна Лариса Павлівна          | 01.11.2010            | середня | член Партії регіонів   | тимчасово не працює                                         |
| 4                           | Чаплигіна Надія Дмитрівна        | 01.11.2010            | середня | член Партії регіонів   | Маолобурлуцька загальноосвітня школа І-ІІ ст., кухар        |
| 5                           | Кошова Любов Михайлівна          | 01.11.2010            | вища    | член Партії регіонів   | пенсіонер                                                   |
| 6                           | Сахно Віта Миколаївна            | 01.11.2010            | середня | член Партії регіонів   | Маолобурлуцька загальноосвітня школа І-ІІ ст., техпрацівник |
| 7                           | Короговська Ольга Михайлівна     | 01.11.2010            | середня | член Партії регіонів   | ТОВ «Зоря», робітниця                                       |
| 8                           | Проходько Ольга Миколаївна       | 01.11.2010            | середня | член Партії регіонів   | Малобурлуцька с/р, секретар                                 |
| 9                           | Бекленіщев Микола Юхимович       | 01.11.2010            | середня | член Партії регіонів   | ТОВ «Зоря», механізатор                                     |
| 10                          | Добродушенко Анатолій Вікторович | 01.11.2010            | середня | член Партії регіонів   | ТОВ «Зоря», бригадир тракторної бригади                     |
| 12                          | Волова Валентина Володимирівна   | 01.11.2010            | вища    | член Партії регіонів   | ТОВ «Зоря», вагар                                           |
| 13                          | Чухіль Галина Миколаївна         | 01.11.2010            | середня | член Партії регіонів   | Шевченківська сільська бібліотека, завідувачка              |
| 14                          | Ракша Галина Миколаївна          | 01.11.2010            | середня | член Партії регіонів   | ТОВ «Зоря», робітниця                                       |